# Maria Carolina Wolf
Maria Carolina Wolf, född 1742, död 1820, var en tysk kompositör. 
Hon var efter 1761 engagerad som hovmusiker, skådespelare och sångare vid hovet i Weimar, och skrev sånger till pianomusik. 